# أسبوع الموسيقى
أسبوع الموسيقى هي مجلة مهنية تجارية لصناعة التسجيلات في المملكة المتحدة تم إنشاؤها في عام 1959 تحت اسم «سجل التجزئة» ثم تمت إعادة تسميتها إلى «أسبوع الموسيقى» في 18 مارس 1972، ليتغير العنوان مرة أخرى إلى عنوان أكثر ثقلا يناسب أهمية الحدث المتزايدة لمقاطع الفيديو وتصبح أسبوع الموسيقى والفيديو في 17 يناير 1981.
تم شراء المجلة من منافسها Record Business الذي تم تأسست عام 1978 بواسطة بريان موليجان ونورمان غارود في شباط (فبراير) 1983. وبعد مرور عدة أعوام، تم تقسيم أسبوع الموسيقى والفيديو إلى أسبوعين أسبوع فيديو وأسبوع موسيقى.